# RG-7 Șoim
RG-7 Șoim (RG-7 Falcon) byl rumunský dvoumístný dolnoplošník, navržený a vyrobený týmem, který vedl inženýr Vladimir Novitchi (1917-2003) v CIL (Combinatul de industrializare a lemnului) v Reghinu. Prototyp byl postaven v roce 1958 a zároveň s prvním letem. RG-7 byl navržen pro dvoučlennou posádku, jako turistický a cvičný letoun pro akrobacii, vybavený zařízením pro let podle přístrojů.

## Vznik a vývoj
Prototyp byl postaven v roce 1958 a zároveň s prvním letem. RG-7 byl navržen pro dvoučlennou posádku, jako turistický a cvičný letoun pro triviální akrobacii, vybavený zařízením pro let podle přístrojů (bez vidu). V roce 1959 vznikl jednomístný, akrobatický letoun R.G.-7 Falcon III (též RG-7 III, resp. RG-7C), odvozený od dvoumístného letounu R.G.-7. Ten byl rovněž postaven v závodě Combinatul de industrializare a lemnului v Reghinu podle návrhu Vladimira Novitchiho. Zkušební lety provedl pilot Constantin Manolache, jeden z rumunských specialistů na akrobacii.

## Popis letounu
Trup, eliptického průřezu, měl dřevěnou kostru a byl potažen překližkou. Křídlo bylo postaveno s jedním hlavním nosníkem, náběžná hrana byla rovněž pokryta překližkou a byla vybavena vztlakovými klapkami. Podvozek byl pevný, s olejovými/plynovými tlumiči pro snížení rázů při přistání. Kola měla mechanické brzdy. Ostruhové kolo bylo řiditelné a bylo ovládáno řídicí pákou společně s řízením. Letadlo mělo tři palivové nádrže, z nichž dvě se nacházely ve střední části křídla a třetí nádrž v trupu. Pevné části ocasních ploch byly vyrobeny z dřevěného rámu potaženého překližkou a pohyblivé části (výškovka a směrovka) byly potaženy plátnem.
Falcon III byl rovněž dřevěné konstrukce, ale tentokrát jako zcela akrobatický: pro typickou elementární akrobacii určenou pro sportovní piloty. Hlavními rozdíly obou letounů byly v jednomístné kabině a v nových, zkrácených křídlech. Po úspěšném testování byla postavena malá série letounů, lišících se od prototypu zlepšenou aerodynamikou překrytu pilotní kabiny. Bylo postaveno pouze 9 exemplářů letounu Falcon III.
Obě verze letounů byly osazeny řadovým 4válcovým vzduchem chlazeným motorem Walter Minor 4-III o výkonu 105 k československé výroby konstruktéra Šimůnka.

## Provoz
Celkem bylo vyrobeno a imatrikulováno 25 letadel, 16 v provedení RG-7 a 9 v provedení RG-7 Falcon III. Tento cvičný dvouplošník byl hlavně využíván v aeroklubech. Letoun se ukázal být úspěšnější než jeho předchůdce RG-6, což ovlivnilo výrobu modelu - během dvou let bylo vyrobeno několik letadel pro vojenské i civilní letecké školy. Kromě toho bylo několik exemplářů letadla použito pro turistické lety. Sériové letouny byly v pilotní kabině vybaveny zařízením pro létání za snížené viditelnosti.

## Specifikace
Údaje dle zdroje

### Technické údaje
- Osádka: 2 (1 Falcon III)
- Rozpětí: 9,9 m (9,5 m Falcon III)
- Délka: 7,85 m
- Výška: 2,67 m
- Plocha křídla (nosná plocha): 13,8 m²  (12,9 m² Falcon III)
- Hmotnost prázdného letadla: 520 kg (482 kg Falcon III)
- Vzletová hmotnost: 750 kg (640 kg Falcon III) (640 kg Falcon III)
- Pohonná jednotka: 1 x Walter Minor 4-III, 4válcový invertní vzduchem chlazený řadový pístový motor
- Výkon: 77 kW (105 k) při 2 500 ot/min
- Vrtule: 2listá vrtule s proměnným stoupáním

### Výkony
- Maximální rychlost: 215 km/h (251 km/h Falcon III)
- Cestovní rychlost: 195 km/h (200 km/h Falcon III)
- Min. rychlost letu (přistávací rychlost): 65 km/h (55 km/h Falcon III)
- Dostup: 5 000 m (5 300 m Falcon III)
- Rychlost stoupání: do 3000 m za 14 minut (12 minut Falcon III)
- Dolet: 600 km

### Související stránky
- Bohuslav Šimůnek
- Walter Minor 4